# Барановськ
Бара́новськ (рос. Барановск) — село у складі Балейського району Забайкальського краю, Росія. Входить до складу Нижньококуйського сільського поселення.

## Населення
Населення — 126 осіб (2010; 156 у 2002).
Національний склад (станом на 2002 рік):
- росіяни — 99 %